# Rocamala
Rocamala o La Migdia és una muntanya de 621 metres entre els municipis de Bot i Prat de Comte, a la comarca de la Terra Alta. Aquest cim està inclòs al llistat dels 100 cims de la FEEC. 